# اريك بيترسون
اريك بيترسون (بالإنجليزية: Eric Peterson)‏ هو عازف قيثارة وملحن أمريكي، ولد في 14 مايو 1964 في ألاميدا في الولايات المتحدة.

## وصلات خارجية
- الموقع الرسمي
- اريك بيترسون على موقع ميوزك برينز (الإنجليزية)
- اريك بيترسون على موقع أول ميوزيك (الإنجليزية)
- اريك بيترسون على موقع ديسكوغز (الإنجليزية)